# Jordan Ladd
Jordan Elizabeth Ladd (Hollywood, 14 januari 1975) is een Amerikaans actrice.
Ladd is de dochter van acteursechtpaar David en Cheryl Ladd. Ze debuteerde in 1990 voor de camera in de televisiefilm The Girl Who Came Between Them en vijf jaar later op het witte doek in Embrace of the Vampire. Hoewel Ladd sindsdien hoofdzakelijk filmrollen achter haar naam schreef, speelde ze ook enkele (doorgaans eenmalige) gastrolletjes in televisieseries als Love Street, Saved by the Bell: The New Class en Six Feet Under.
Lad trouwde in 2001 met Conor O'Neill, maar het huwelijk liep in juli 2005 stuk.

## Filmografie (selectie)
- Satanic Panic (2019)
- The Christmas Contract (2018, televisiefilm)
- Grace (2009)
- Al's Beef (2008)
- Betrayals (2007, televisiefilm)
- Hostel: Part II (2007)
- Death Proof (2007)
- Dynamic:01: The Best of DavidLynch.com (2007)
- Inland Empire (2006)
- Waiting... (2005)
- Dog Gone Love (2004)
- Madhouse (2004)
- Club Dread (2004)
- Cabin Fever (2002)
- For Mature Audiences Only (2002)
- Darkened Room (2002)
- The Perfect You (2002)
- Puzzled (2001)
- Boys Life 3 (2000)
- The Specials (2000)
- The Deadly Look of Love (2000, televisiefilm)
- Best Actress (2000, televisiefilm)
- Junked (1999)
- Never Been Kissed (1999)
- Taking the Plunge (1999)
- Every Mother's Worst Fear (1998, televisiefilm)
- Stand-ins (1997)
- Weapons of Mass Distraction (1997, televisiefilm)
- Nowhere (1997)
- Inside Out (1997)
- Embrace of the Vampire (1995)
- Broken Promises: Taking Emily Back (1993, televisiefilm)
- The Girl Who Came Between Them (1990, televisiefilm)

- Bibsys: 7072543
- Bibliothèque nationale de France: cb14195625z (data)
- Gemeinsame Normdatei: 1011178680
- International Standard Name Identifier: 0000 0001 1877 7406
- Library of Congress Control Number: no2001083098
- MusicBrainz: 92c23eb1-1cbb-4884-9900-aa5d5fe2e53d
- Système universitaire de documentation: 223335177
- Virtual International Authority File: 71603223
- WorldCat: E39PBJhRD4X9khpbjgDq6q8Qv3